# Temperatura crítica
La temperatura crítica es la temperatura límite por encima de la cual un gas miscible no puede ser licuado por compresión. Por encima de esta temperatura no es posible condensar un gas aumentando la presión. A esta temperatura crítica, si además se tiene una presión crítica (la presión de vapor del líquido a esta temperatura), se está en el punto crítico de la sustancia.
La temperatura crítica es característica de cada sustancia. Las sustancias a temperaturas superiores a la crítica tienen un estado de agregación tipo gas, que tiene un comportamiento muy parecido al de un gas ideal.

## Uso en superconductividad

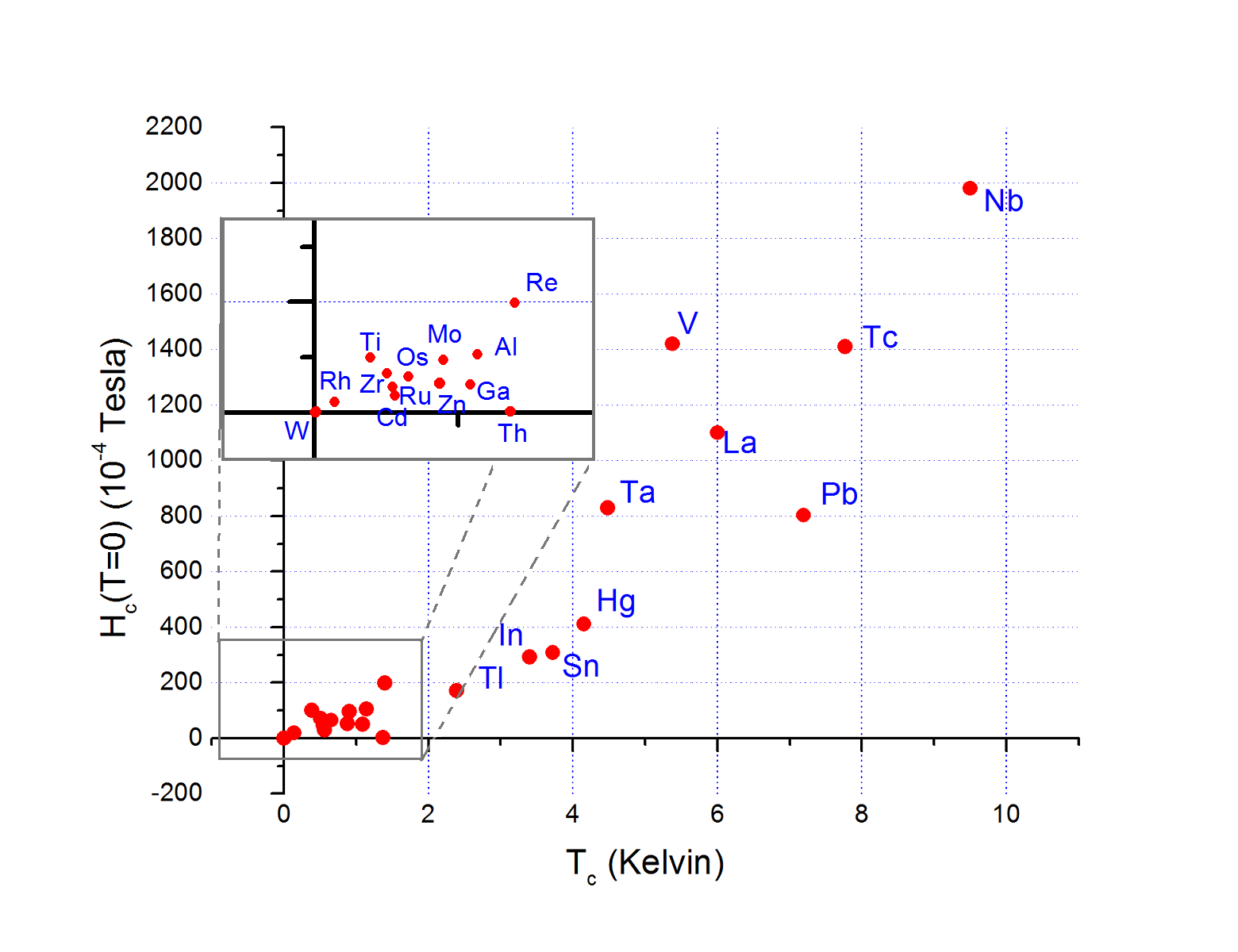
Relación entre las temperaturas críticas y campos magnéticos críticos en el cero absoluto para 24 superconductores de baja temperatura.

En superconductividad es la temperatura Tc a partir de la cual, si se sigue enfriando la sustancia, el material se vuelve superconductor; es decir, deja de tener resistencia eléctrica alguna.
Por lo general está relacionada con el campo magnético crítico Hc(T). Debido a ello se podría decir que la temperatura crítica va siendo cada vez inferior según aumenta el campo magnético crítico. Sin embargo, para evitar cierto grado de confusión, se suele tomar la temperatura crítica como una constante que depende del material (y que es igual a la temperatura a la que se produce el cambio de fase en ausencia de campo magnético), tomándose el campo magnético crítico como una función dependiente de la temperatura.
En el caso de los superconductores de tipo II se pueden considerar dos temperaturas críticas: Tc1 y Tc2, tales que Tc1 < Tc2. La  muestra se halla en estado superconductor cuando está a una temperatura T < Tc1, y en estado normal cuando su temperatura es T > Tc2. Si la temperatura está entre ambas temperaturas críticas, el material se encuentra en un estado intermedio (también conocido como estado mixto) en el que conviven electrones en estado superconductor y electrones en estado normal.
Como se puede observar en la gráfica, hay una cierta correlación entre la temperatura crítica y el campo magnético crítico en el cero absoluto, de modo que cuando la Tc es baja, el Hc(T) también es bajo, y viceversa.
He aquí la temperatura crítica de algunos superconductores (por definición, en ausencia de campo magnético, como se explica más arriba) en orden descendente:
| Sustancia                   | Tc (K)                 | estructura cristalina              |
| --------------------------- | ---------------------- | ---------------------------------- |
| YBCO (YBa2Cu3O7)            | variable, máximo: 95 K | cúbica - estructura de perovskita  |
| Diboruro de magnesio (MgB2) | 39                     | hexagonal - estructura del grafito |
| Plomo (Pb)                  | 7.196                  | cúbica centrada en las caras       |
| Lantano (La)                | 4.88                   | hexagonal                          |
| Tantalio (Ta)               | 4.47                   | cúbica centrada en el cuerpo       |
| Mercurio (Hg)               | 4.15                   | romboédrico                        |
| Estaño (Sn)                 | 3.72                   | tetragonal                         |
| Indio (In)                  | 3.41                   | tetragonal                         |